# Łucja rugijska
Łucja rugijska (zm. 12 lutego między 1208 a 1231) – córka księcia Rugii Jaromara I i Hildegardy, córki króla duńskiego Kanuta V.

## Życiorys
W 1186 poślubiła Władysława Laskonogiego. Małżeństwo pozostało bezdzietne. Jedyny znany fakt z życia księżnej w Polsce to udział w chrzcie syna Henryka Brodatego i Jadwigi Śląskiej w Głogowie w dniu 25 grudnia 1208. Łucja przebywała na uroczystości wraz z mężem, być może obdarowała nowo narodzonego chłopca jakimś prezentem. 
Małżeństwo z Laskonogim mogło być związane z polityką Mieszka Starego wobec Danii i zwiększenia wpływów na Pomorzu Zachodnim. Nie jest znany wygląd ani charakter księżnej. Wiadomo jedynie, że Laskonogi nie był jej wierny i posiadał liczne kochanki i przelotne miłostki.
Nie jest znana data roczna śmierci Łucji, znany jest tylko dzień i miesiąc. Nekrolog lubiński podaje datę 12 lutego. Na pewno zmarła po 25 grudnia 1208, za życia swego męża (zmarł on 3 listopada 1231). Nie wiadomo również, gdzie została pochowana.